# Hansol Korea Open 2006
Hansol Korea Open Tennis Championships 2006 - жіночий тенісний турнір, що проходив на кортах з твердим покриттям у Сеулі (Корея). Відбувсь утретє. Проходив у рамках Тур WTA 2006. Тривав з 25 вересня до 1 жовтня 2006 року.

## Учасниці основної сітки в одиночному розряді

### Сіяні
| Країна    | Гравчиня        | Рейтинг1 | Сіяна |
| --------- | --------------- | -------- | ----- |
| Швейцарія | Мартіна Хінгіс  | 9        | 1     |
| Росія     | Марія Кириленко | 25       | 2     |
| Франція   | Маріон Бартолі  | 26       | 3     |
| Японія    | Ай Суґіяма      | 28       | 4     |
| Росія     | Віра Звонарьова | 29       | 5     |
| Швеція    | Софія Арвідссон | 35       | 6     |
| Аргентина | Хісела Дулко    | 39       | 7     |
| Чехія     | Луціє Шафарова  | 40       | 8     |

- 1 Рейтинг подано станом на 18 вересня 2006

### Інші учасниці
Нижче наведено учасниць, які отримали вайлдкард на участь в основній сітці:
- Kim So-jung
- Lee Ye-ra
- Анжелік Віджайя

Нижче наведено гравчинь, які пробились в основну сітку через стадію кваліфікації:
- Наталі Грандін
- Ралука Олару
- Анастасія Родіонова
- Каролін Возняцкі

### Знялись з турніру
До початку турніру
- Ешлі Кергілл
- Івета Бенешова
- Шенай Перрі

## Учасниці основної сітки в парному розряді

### Сіяні
| Країна    | Гравчиня                | Країна    | Гравчиня        | Рейтинг1 | Сіяна |
| --------- | ----------------------- | --------- | --------------- | -------- | ----- |
| Іспанія   | Вірхінія Руано Паскуаль | Аргентина | Паола Суарес    | 26       | 1     |
| Росія     | Віра Душевіна           | Росія     | Віра Звонарьова | 65       | 2     |
| Аргентина | Хісела Дулко            | Фінляндія | Емма Лайне      | 107      | 3     |
| Франція   | Северін Бремон          | Греція    | Елені Даніліду  | 151      | 4     |

- 1 Рейтинг подано станом на 18 вересня 2006

## фінал

### Одиночний розряд
Елені Даніліду —  Ай Суґіяма, 6–3, 2–6, 7–6(7–3)
- Для Даніліду це був перший титул за сезон і 4-й - за кар'єру.

### Парний розряд
Вірхінія Руано Паскуаль /  Паола Суарес —  Чжуан Цзяжун /  Маріана Діас-Оліва, 6–2, 6–3
- Для Руано Паскуаль це був 3-й титул за сезон і 37-й — за кар'єру. Для Суарес це був 3-й титул за сезон і 42-й - за кар'єру.